# Liste der Monuments historiques in Germonville
Die Liste der Monuments historiques in Germonville führt die Monuments historiques in der französischen Gemeinde Germonville auf.

## Liste der Objekte
| Bezeichnung                  | Beschreibung                                              | Standort                                       | Kennzeichnung | Schutzstatus | Datum | Bild |
| ---------------------------- | --------------------------------------------------------- | ---------------------------------------------- | ------------- | ------------ | ----- | ---- |
| Gemälde Anbetung der Könige  | Ölfarbe auf Holz, 17. Jahrhundert; verschwunden           | in der Kirche Présentation-de-la-Vierge (Lage) | PM54000272    | Classé       | 1908  |      |
| Hauptaltar                   | Eichenholz, farbig gefasst und vergoldet, bezeichnet 1723 | in der Kirche Présentation-de-la-Vierge (Lage) | PM54000273    | Classé       | 1964  |      |
| Skulptur Christus als Sämann | Stein, farbig gefasst, Anfang des 18. Jahrhunderts        | in der Kirche Présentation-de-la-Vierge (Lage) | PM54000274    | Classé       | 1978  |      |
| Skulptur Madonna mit Kind    | Stein, farbig gefasst, 16. oder frühes 17. Jahrhundert    | in der Kirche Présentation-de-la-Vierge (Lage) | PM54001556    | Inscrit      | 1977  |      |